# Cotton Mather (banda)
Cotton Mather foi uma banda de pop rock norte-americana que surgiu em Austin. Durou de 1991 a 2003. O nome do grupo é uma referencia ao ministro Cotton Mather, um dos envolvidos no julgamento da Bruxas de Salém.
Sofreu comparações com os Beatles e Noel Gallagher diz ter ficado impressionado com o CD Kon Tiki, de 1997. Uma das músicas deste álbum, Lily Dreams On entrou para a trilha sonora do seriado Veronica Mars.

## Discografia
- Cotton Is King (1994)
- Kon Tiki (1997)
- Hotel Baltimore (EP) (1999)
- Password (CD Single) (1999)
- My Before & After (CD Single) (2000)
- The Big Picture (2001)
- 40 Watt Solution (EP) (2001)

1. ↑  Mason, Stewart. «Cotton Mather – Artist Biography». AllMusic. All Media Network. Consultado em 9 de maio de 2014